# 恭克憻
恭克憻（越南语：／，約1871年—1921年10月9日），越南阮朝舉人、官員。1921年任諒山巡撫時被殺，追授正三品太常寺卿。子恭廷惲爲阮朝官員兼運動員，1945年被越盟公審後判處死刑當場處決。

## 生平
恭克憻，河東省青池縣姜亭總金縷社（今屬河內市黃梅郡大金坊金縷村）人，父親恭克惇爲嗣德二十七年（1874年）甲戌科河內場舉人，官至知縣，後干罪。
成泰九年（1897年）在河南場以秀才身份中丁酉科舉人，時年26歲。
曾任大慈知府。1915年，由南策一項知府，被任命爲二項興安按察使。1916年，改任寧平按察使。1917年，由從四品翰林院侍講學士陞正四品鴻臚寺卿。
1918年，由太原一項按察使改任福安按察使。1920年，陞二項巡撫從三品光祿寺卿，改任建安巡撫。
1921年10月9日，恭克憻在諒山巡撫任上被殺，追陞正三品太常寺卿。關於這一事件，法國殖民當局的官方記錄稱其被海盜殺死。當時報導亦稱兇手來自中國境內。而越南共產黨方面的資料則稱恭克憻是被當地起義的岱依族、儂族士兵殺死的。

## 家庭
正室李氏婉（Lý Thị Uyển），逝世於1934年1月6日
- 子恭廷惲，官至巡撫，八月革命後被越盟逮捕、處決[18][19][20]